# Гийом, Поль

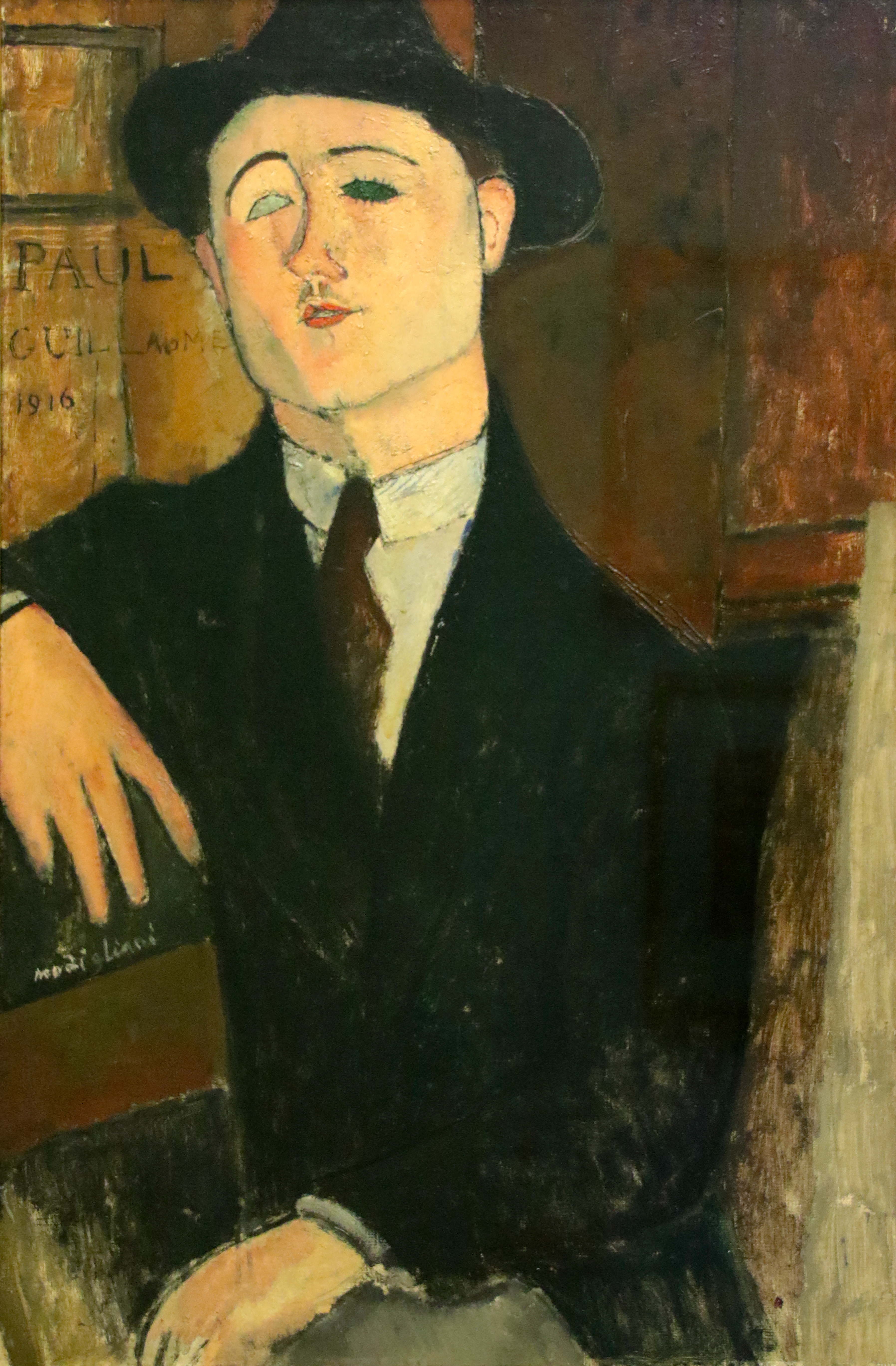
Амедео Модильяни, Поль Гийом, 1916. Музей Новеченто (Милан)

Поль Гийом (фр. Paul Guillaume; 1891, Париж — 1934, там же) — французский арт-дилер, работавший с Хаимом Сутином и Амедео Модильяни. Он был одним из первых, кто организовывал выставки африканского искусства. Кроме того, Гийом активно покупал и продавал произведения самых передовых художников того времени, таких как Анри Матисс, Константин Бранкузи, Пабло Пикассо и Джорджо де Кирико .

## Биография

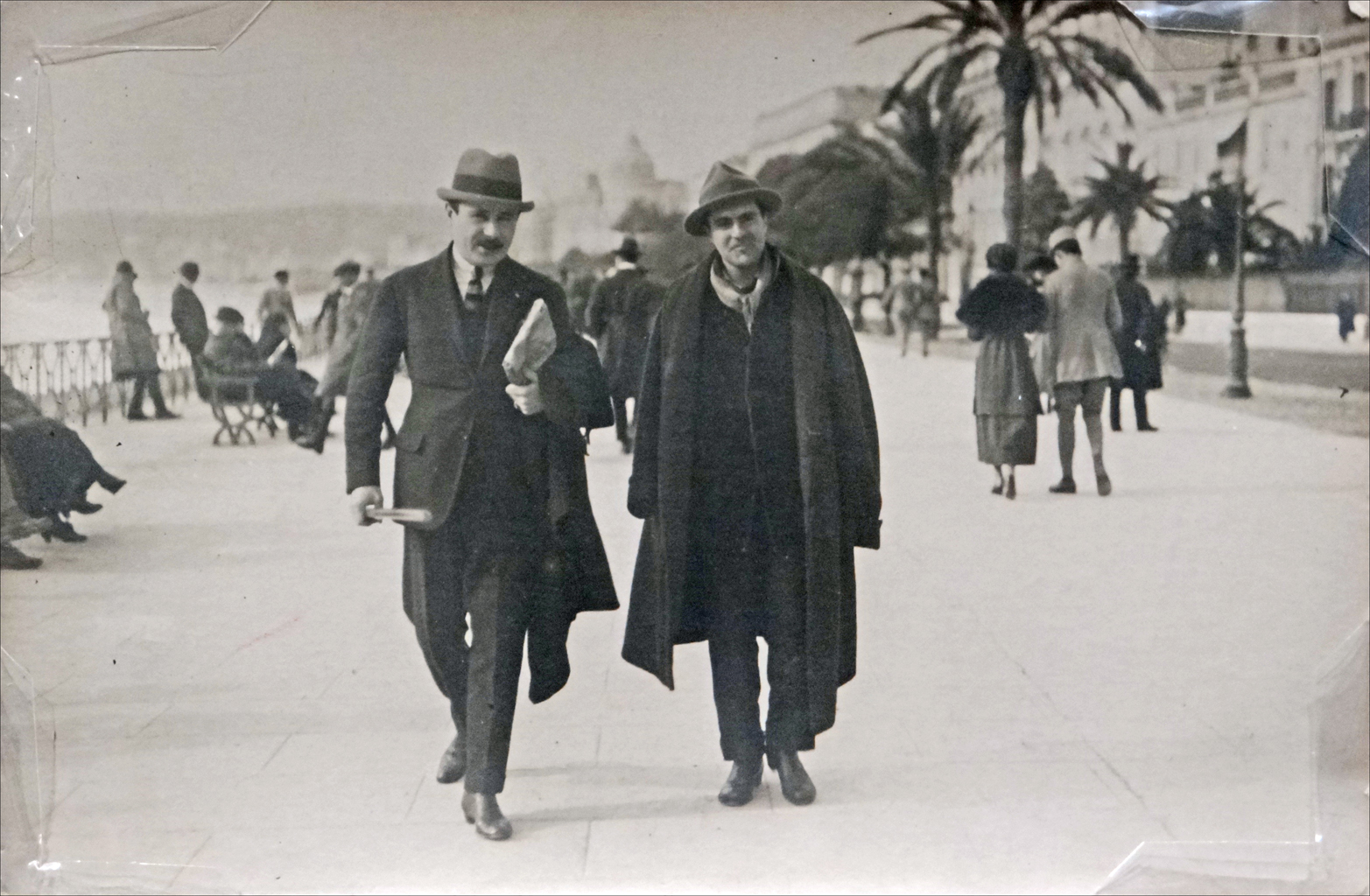
Поль Гийом и Амедео Модильяни в Ницце в 1917 году. Музей Оранжери (Париж)

Поль Гийом происходил из простонародья и свой путь в мире искусства начал с работы в мастерской на Монмартре, сумев затем создать собственную галерею в Париже. Там он представлял и продавал работы многих художников, отдавая явное предпочтение Амедео Модильяни, написавшему несколько его портретов.
Гийом собирал африканские скульптуры, которые потом выставлял. Эта деятельность привлекла внимание поэта Гийома Аполлинера, с которым он познакомился в 1911 году. Гийом же, в свою очередь, познакомил его со многими художниками, творившими во Франции в начале XX века. С 13 по 19 мая 1919 года прошла важная выставка «Первая выставка негритянского и океанийского искусства» (фр. Première Exposition d’Art Nègre et d’Océanien), организованная Гийомом. Для неё был выпущен каталог Анри Клузо с добавлением текста Аполлинера. Последний, умерший годом ранее, в 1917 году совместно с Гийомом проводил новаторскую выставку «Негритянские скульптуры». Там были представлены произведения искусства из личной коллекции Гийома, который отвёл африканскому искусству центральное место в модернизме.
После смерти Поля Гийома его жена Доменика вышла замуж за архитектора Жана Вальтера. Несмотря на это, она продолжала заниматься коллекцией Гийома, продавая его самые «экстремальные» картины и приобретая работы импрессионистов. После её кончины эта коллекция картин XX века стала частью собрания парижского музея Оранжери.
Доменику однажды обвинили в убийстве Поля Гийома, умершего рано и при подозрительных обстоятельствах. Сторонники этой версии высказывают предположение, что с неё сняли все обвинения в обмен на передачу коллекции Гийома французскому государству после её смерти.